# Lille 2004
Pour la candidature pour accueillir les Jeux olympiques, voir Candidature de Lille pour l'organisation des Jeux olympiques d'été de 2004.
Lille 2004 est un projet culturel mené par la municipalité de Lille à l'occasion de sa désignation, avec Gênes, comme Capitale européenne de la culture en 2004. 

Logo de Lille 2004

Ce projet, qui a connu 2 500 manifestations pour 9 millions de visiteurs, a été prolongé par Lille 3000 et notamment par la réhabilitation de l'ancienne gare de marchandises Saint Sauveur en centre culturel.  

## Genèse
À l'origine, Lille était candidate pour l'attribution des Jeux olympiques d'été de 2004. Elle fut préférée à Lyon pour présenter une candidature française, mais, en 1997, ne se qualifia pas parmi les dernières villes retenues par le Comité international olympique. Il fut décidé de ne pas laisser retomber l'élan populaire suscité autour de cette candidature. Il fallait donc trouver un événement capable d'être tout autant fédérateur et susceptible de valoriser l'image de la ville.

## Déroulement

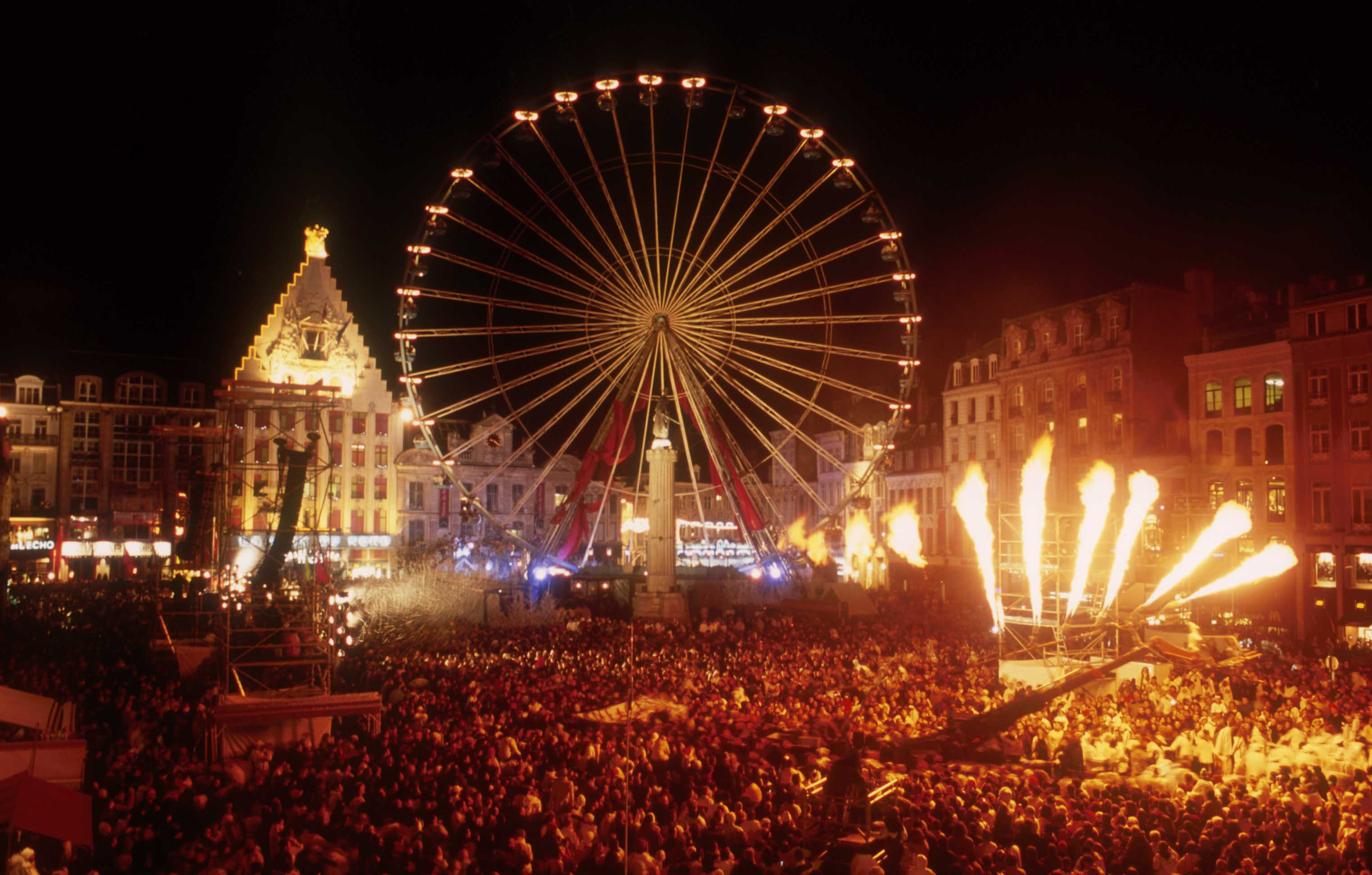
Lille 2004 - Bal Blanc

Le « bal blanc » (les participants étaient invités à se vêtir de blanc), qui eut lieu le 6 décembre 2003, marque l'ouverture officielle de Lille 2004. Son succès fut inespéré : près de 500 000 personnes y participèrent.
Tout au long de l'année, des manifestations culturelles eurent lieu, notamment dans le cadre des « maisons-folie » qui accueillaient concerts et expositions. De nombreuses associations bénéficièrent de subsides élevés.
Selon les estimations des organisateurs, « Lille 2004 » a regroupé  193 communes de la région, plus de 2 500 manifestations culturelles (environ 60 % sur la métropole lilloise), fêtes et expositions, mobilisé 17 000 artistes (environ 50 % d'artistes régionaux) et réuni plus de neuf millions de visiteurs, contre dix millions attendu et sept millions en 2003.
Le bilan final de la manifestation fait état de retombées médiatiques et économiques considérables.

## Les lieux de Lille 2004

### LeTri Postal
Ancien centre de tri de la poste, à proximité de la Gare. Désaffecté, Lille 2004 fut pour lui l'occasion d'être réhabilité pour devenir un lieu de spectacle et d'exposition. Il est composé de trois grands plateaux sur deux étages et le rez-de-chaussée.

### L'Église Sainte-Marie-Madeleine
Autre lieu restauré dans le cadre des manifestations de Lille 2004, l'église est transformée en lieu d'accueil d'expositions temporaires.

### Le 2004
Espace temporaire au sein du Centre Euralille, Le 2004 fut le plus volumineux de tous les espaces utilisés par Lille 2004.

### Les Maisons Folies
Les maisons folie sont d'anciennes usines ou lieux appartenant au patrimoine architectural qui ont été reconvertis et rénovés dans le cadre de Lille 2004 en lieu de création artistique. Elles sont au nombre de douze et sont réparties non seulement sur la métropole lilloise mais aussi dans la région et en Belgique :
- L'Hôtel de Guines, Arras, France
- Le Colysée, Lambersart, France
- La Brasserie des Trois Moulins (maison folie de Moulins), Lille, France
- Maison folie de Wazemmes, Lille, France
- La Porte de Mons, Maubeuge, France
- Le Fort de Mons, Mons-en-Barœul, France
- La Condition publique, Roubaix, France
- L'Hospice d'Havré, Tourcoing, France
- La Ferme d'en Haut, Villeneuve-d'Ascq, France
- L'Île Buda, Courtrai, Belgique
- Les Arbalestriers, Mons, Belgique
- Choiseul, Tournai, Belgique

## Manifestations culturelles

### Les métamorphoses
Des artistes transforment et illuminent dans une ville un lieu, une rue, une place ou un monument. 
- Le Chemin des Étoiles de Jean-Claude Mézières
- Chimech - une odyssée mécanique du collectif allemand Dead Chickens
- La rambla de Shanghai et le pavillon du thé
- La Forêt suspendue de Lucie Lom
- Ephemera de Bambucco
- Du côté de chez… Miwa Yanagi (commissariat : Caroline David), Chiharu Shiota, Peter Greenaway et Saskia Boddeke (en), Erwin Redl (en) (commissariats : Richard Castelli (en)), Église Sainte-Marie-Madeleine à Lille, du 6 décembre 2003 au 28 novembre 2004
- nature04 - transformation par Kurt Hentschläger de la Tour Lilleurope en un jaquemart lumineux de 20 étages

### Les expositions
- Flower Power (commissaires : Franck Gauherot, Seung-Duk Kim, Davier Douroux, Éric Troncy, Caroline David), divers lieux à Lille, du 6 décembre 2003 au 8 février 2004
- Cinémas du futur – Souffleurs d’images (commissaire Richard Castelli (en)), Le 2004 - Tri Postal à Lille, 6 décembre 2003 au 22 février 2004
- Voitures du futur (commissaires : Charles  Robillard, Gilles Lacombe, Gilles Pérez), Tri Postal, du 6 décembre 2003 au 7 mars 2004
- Robots ! (commissaire Richard Castelli), Tri Postal à Lille, du 6 décembre 2003 au 7 mars 2004
- Robert Filliou, génie sans talent (commissaires : Sylvie Jouval, Jean-Hubert Martin, Joëlle Pijaudier-Cabot, Heike van den Valentyne), Musée d’art moderne de Lille-Métropole à Villeneuve-d'Ascq, du 6 décembre 2003 au 28 mars 2004
- Roubaix : Phare textile (commissaires : Alice Morgaine, Bruno Gaudichon), La Piscine-Musée d’art et d’industrie André Diligent à Roubaix, du 6 décembre 2003 au 30 mai 2004
- Les nouveaux Jaquemarts (commissaire Richard Castelli), divers lieux à Lille, du 6 décembre 2003 au 28 novembre 2004
- Watteau et la fête galante (commissaires : Martin Eidelberg, Patrick Ramade), Musée des beaux-arts de Valenciennes, du 5 mars au 14 juin 2004
- Rubens (commissaires : Arnauld Brejon de Lavergnée, Hans Devisscher), Palais des beaux-arts de Lille, du 6 mars au 14 juin 2004
- Microfolies (commissaires : Richard Castelli, Caroline Naphegyi), Le 2004 - Tri Postal à Lille, du 6 mars au 8 août 2004
- Les Afriques (commissaire : Laurent Jacob), Tri Postal à Lille, du 31 mars au 8 août 2004
- Droog Event (commissaires : Renny Ramakers, Gijs Bakker), Tri Postal à Lille, du 4 septembre au 28 novembre 2004

### Les Mondes Parallèles
Les Mondes Parallèles sont des week-ends thématiques qui ont permis au public de découvrir différentes cultures :
- Afrique
- Borderline
- Chine
- Eau bleue
- Gand
- Gênes
- Jamaïque
- Japon
- Le Caire
- Les fêtes galantes
- Marrakech
- Maximal
- Métropole Tango
- Montréal
- New York
- Pologne
- Robots !

### Les fêtes
- Le bal blanc
- Les fallas : des sculptures de bois et de carton brûlées comme en Espagne
- Géants/Reuzen : un grand rassemblement et un défilé de géants venus du monde entier

### Littérature
Dans le cadre de Lille 2004 et sur le thème « migrations d'une heure ou d'une vie, d'ici et d'ailleurs, d'autres lieux et d'autres temps », huit auteurs de différents pays se sont attelés à écrire en prenant comme point de départ une nouvelle de Marie Desplechin. La parution d'une nouvelle inédite, distribuée ou téléchargée gratuitement a eu lieu chaque mois de décembre 2003 à juillet 2004. 
- Les arpenteurs de Marie Desplechin, France, décembre 2003
- Le convoyeur de Christophe Paviot, France, janvier 2004
- Douanes d'Olivier Adam, France, février 2004
- Homme du sud, femme du nord de Wang Chao, Chine, mars 2004
- Sédentaires de Nathalie Bismuth, Canada, avril 2004
- Un cow-boy sur le dos de Fanny Chiarello, France, mai 2004
- Revenir d'Eduardo Berti, Argentine, juin 2004
- Les bananes lumineuses d'Oscar Van den Boogaard, Pays-Bas, juillet 2004

La totalité des nouvelles est parue sous le titre Nouvelles migrations  (ISBN 2-913607-28-4).

## Conséquences
Pour prolonger le dynamisme insufflé par Lille 2004, le projet Lille 3000 (avec le même directeur artistique Didier Fusillier) est monté. Son coup d'envoi est donné le 14 octobre 2006.